# 6e étape du Tour d'Espagne 2008

La sixième étape du Tour d'Espagne 2008 s'est déroulée le jeudi 4 septembre 2008 entre Ciudad Real et Tolède. L'Italien Paolo Bettini (Quick Step) s'est imposé dans un final en bosse. Sylvain Chavanel (Cofidis) s'est emparé du maillot or de Levi Leipheimer grâce aux secondes de bonifications obtenues dans les sprints intermédiaires.

## Parcours
Il s'agit de la dernière étape avant le premier jour de repos de cette Vuelta. Elle s'étire sur 150,1 km entre Ciudad Real et Tolède. La seule côte offrant des points pour le classement de la montagne est le Puerto de Marjaliza (km 102,5), culminant à 1 040 m. Le final présente cependant une petite côte.

## Récit
Mikhail Ignatiev (Tinkoff Credit Systems), Iban Mayoz (Xacobeo Galicia) et Volodymyr Dyudya (Milram) s'échappent au septième kilomètre. Le peloton ne lui laisse qu'une avance maximale de 3 minutes et 30 secondes et les reprend après le passage du Puerto de Marjaliza. L'équipe Cofidis occupe en effet la tête du peloton et gère la course afin d'offrir le maillot or à Sylvain Chavanel. Celui-ci passe en tête aux deux sprints intermédiaires, devant ses coéquipiers, et obtient les secondes de bonification nécessaires pour combler son retard de 2 secondes sur Levi Leipheimer et se hisser en tête du classement général.
L'ascension d'une colline à 5 kilomètres de Tolède scinde le peloton. Plusieurs coureurs tentent en vain de s'échapper. Un groupe de 14 coureurs se dispute la victoire d'étape. Malgré la présence de sprinters comme Óscar Freire, Daniele Bennati ou Greg Van Avermaet, le final sourit aux punchers. Le champion du monde Paolo Bettini s'impose devant Philippe Gilbert et Alejandro Valverde.

## Classement de l'étape
| \| 1. Paolo Bettini \| Quick Step \| en \| 3 h 19 min 28 s \| \| 2. Philippe Gilbert \| La Française des jeux \| \| m.t. \| \| 3. Alejandro Valverde \| Caisse d'Épargne \| \| \| \| 4. Óscar Freire \| Rabobank \| \| \| \| 5. Daniele Bennati \| Liquigas \| \| \| \| 6. Davide Rebellin \| Gerolsteiner \| \| \| \| 7. Sébastien Hinault \| Crédit agricole \| \| \| \| 8. Greg Van Avermaet \| Silence-Lotto \| \| \| \| 9. Karsten Kroon \| CSC-Saxo Bank \| \| \| \| 10. Matti Breschel \| CSC-Saxo Bank \| \| \| |                       |    |                 |
| 1. Paolo Bettini | Quick Step            | en | 3 h 19 min 28 s |
| 2. Philippe Gilbert | La Française des jeux |    | m.t.            |
| 3. Alejandro Valverde | Caisse d'Épargne      |    |                 |
| 4. Óscar Freire | Rabobank              |    |                 |
| 5. Daniele Bennati | Liquigas              |    |                 |
| 6. Davide Rebellin | Gerolsteiner          |    |                 |
| 7. Sébastien Hinault | Crédit agricole       |    |                 |
| 8. Greg Van Avermaet | Silence-Lotto         |    |                 |
| 9. Karsten Kroon | CSC-Saxo Bank         |    |                 |
| 10. Matti Breschel | CSC-Saxo Bank         |    |                 |

## Classement général
| \| 1. Sylvain Chavanel \| Cofidis \| en \| 17 h 35 min 35 s \| \| 2. Levi Leipheimer \| Astana \| + \| 10 s \| \| 3. Alejandro Valverde \| Caisse d'Épargne \| + \| 26 s \| \| 4. Alberto Contador \| Astana \| + \| 57 s \| \| 5. Carlos Sastre \| CSC-Saxo Bank \| + \| 1 min 37 s \| \| 6. Daniele Bennati \| Liquigas \| + \| 1 min 42 s \| \| 7. Jurgen Van Goolen \| CSC-Saxo Bank \| + \| 1 min 44 s \| \| 8. Juan Antonio Flecha \| Rabobank \| + \| 2 min 01 s \| \| 9. Dominique Cornu \| Silence-Lotto \| + \| 2 min 06 s \| \| 10. Daniel Moreno \| Caisse d'Épargne \| + \| 2 min 20 s \| |                  |    |                  |
| 1. Sylvain Chavanel | Cofidis          | en | 17 h 35 min 35 s |
| 2. Levi Leipheimer | Astana           | +  | 10 s             |
| 3. Alejandro Valverde | Caisse d'Épargne | +  | 26 s             |
| 4. Alberto Contador | Astana           | +  | 57 s             |
| 5. Carlos Sastre | CSC-Saxo Bank    | +  | 1 min 37 s       |
| 6. Daniele Bennati | Liquigas         | +  | 1 min 42 s       |
| 7. Jurgen Van Goolen | CSC-Saxo Bank    | +  | 1 min 44 s       |
| 8. Juan Antonio Flecha | Rabobank         | +  | 2 min 01 s       |
| 9. Dominique Cornu | Silence-Lotto    | +  | 2 min 06 s       |
| 10. Daniel Moreno | Caisse d'Épargne | +  | 2 min 20 s       |

## Classements annexes
| Classement | Coureur         | Total            |
| ---------- | --------------- | ---------------- |
| Points     | Daniele Bennati | 63 pts           |
| Montagne   | Jesús Rosendo   | 17 pts           |
| Combiné    | Paolo Bettini   | 57 pts           |
| Équipe     | Astana          | 52 h 32 min 35 s |